# Eslovenia en los Juegos Paralímpicos de Río de Janeiro 2016
Eslovenia estuvo representada en los Juegos Paralímpicos de Río de Janeiro 2016 por ocho deportistas, siete hombres y una mujer.

## Medallistas
El equipo paralímpico esloveno obtuvo las siguientes medallas:
| Nombre                | Deporte | Evento                              |
| --------------------- | ------- | ----------------------------------- |
| Oro                   |         |                                     |
| Veselka Pevec         | Tiro    | Rifle de aire de pie 10 m SH2 mixto |
| Plata                 |         |                                     |
| Franček Gorazd Tiršek | Tiro    | Rifle de aire de pie 10 m SH2 mixto |
| Bronce                |         |                                     |
| —                     |         |                                     |